# Bredäng
Bredäng é um subúrbio do sudoeste de Estocolmo, na Suécia, constituindo um bairro de Söderort, na comuna de Estocolmo. Faz fronteira com os bairros de Mälarhöjden e Sätra, com Segeltorp, na comuna de Huddinge e com Fågelön, na comuna de Ekerö. Encontra-se a 11,3 km de distância da praça de Gustav Adolf (em sueco, Gustav Adolfs torg) e a 7,8 km de distância de Hornstull (distâncias calculadas a partir de Bredängstorget, a praça principal do barro). Bredäng é composto por 209 hectares de terra e 25 hectares de água. A linha de areia junto ao lago Mälaren possui 1500 metros de comprimento.

## Topografia

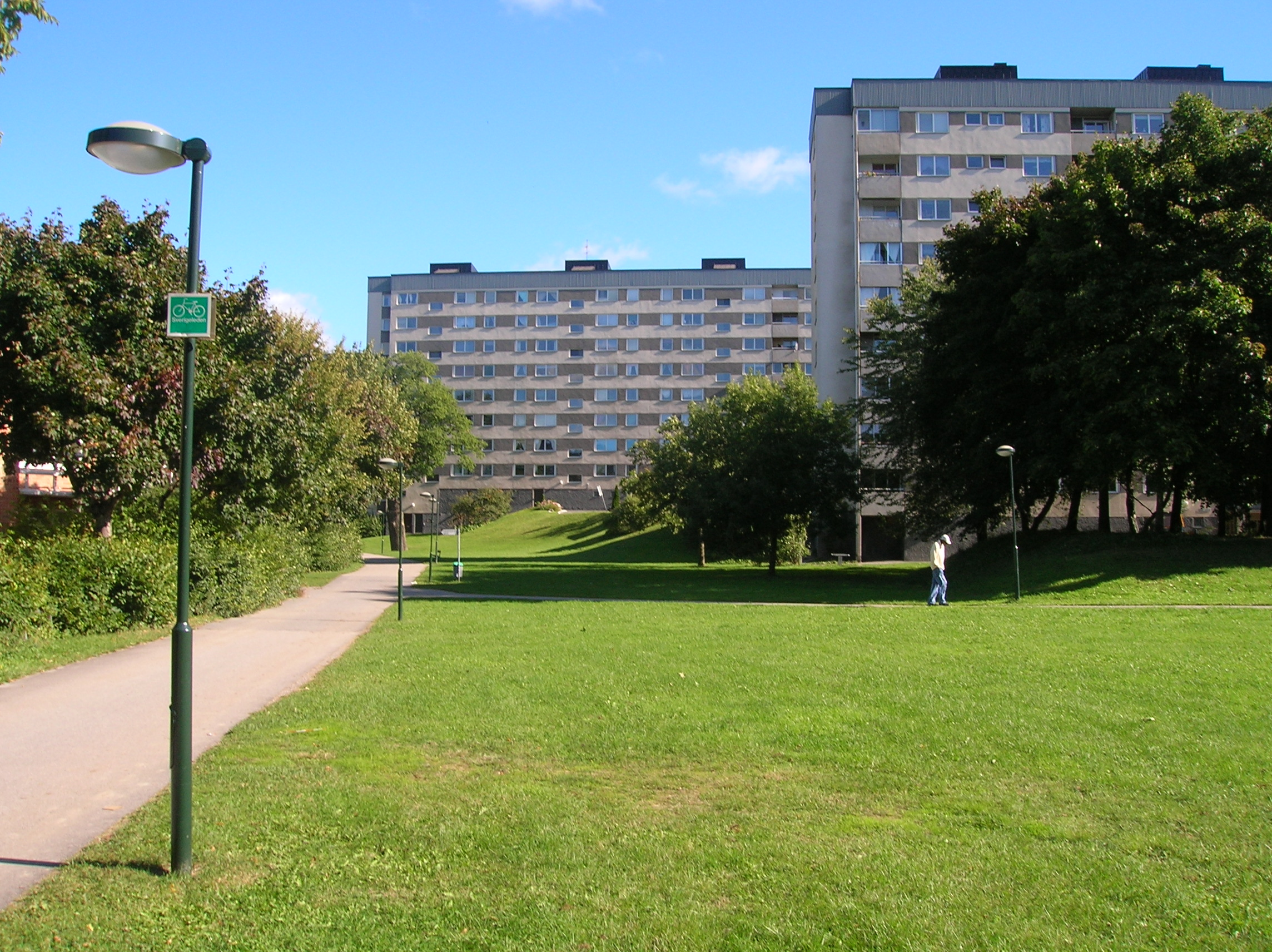
Jardim em Bredäng.

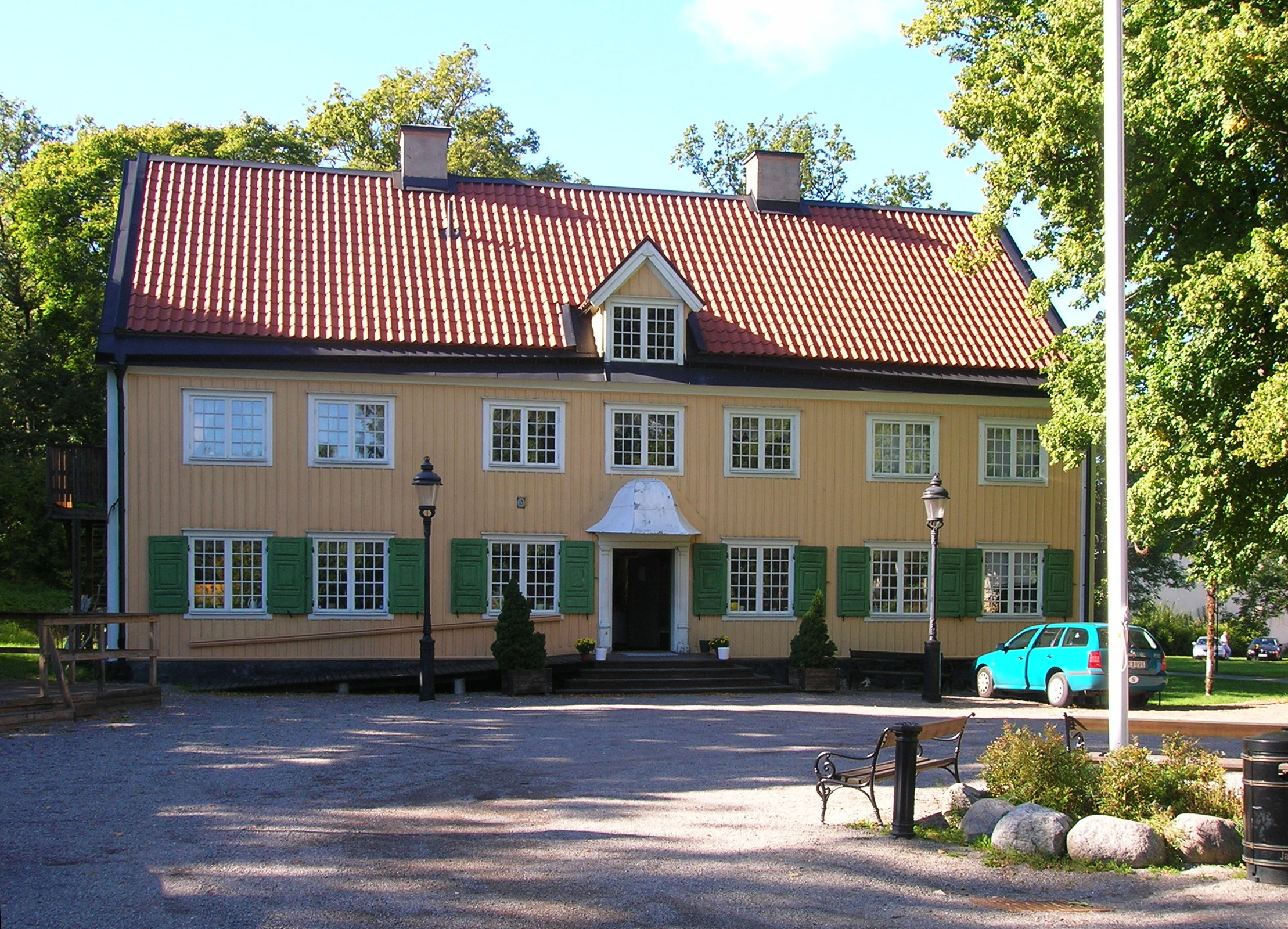
A mansão de Jakobsbergs.

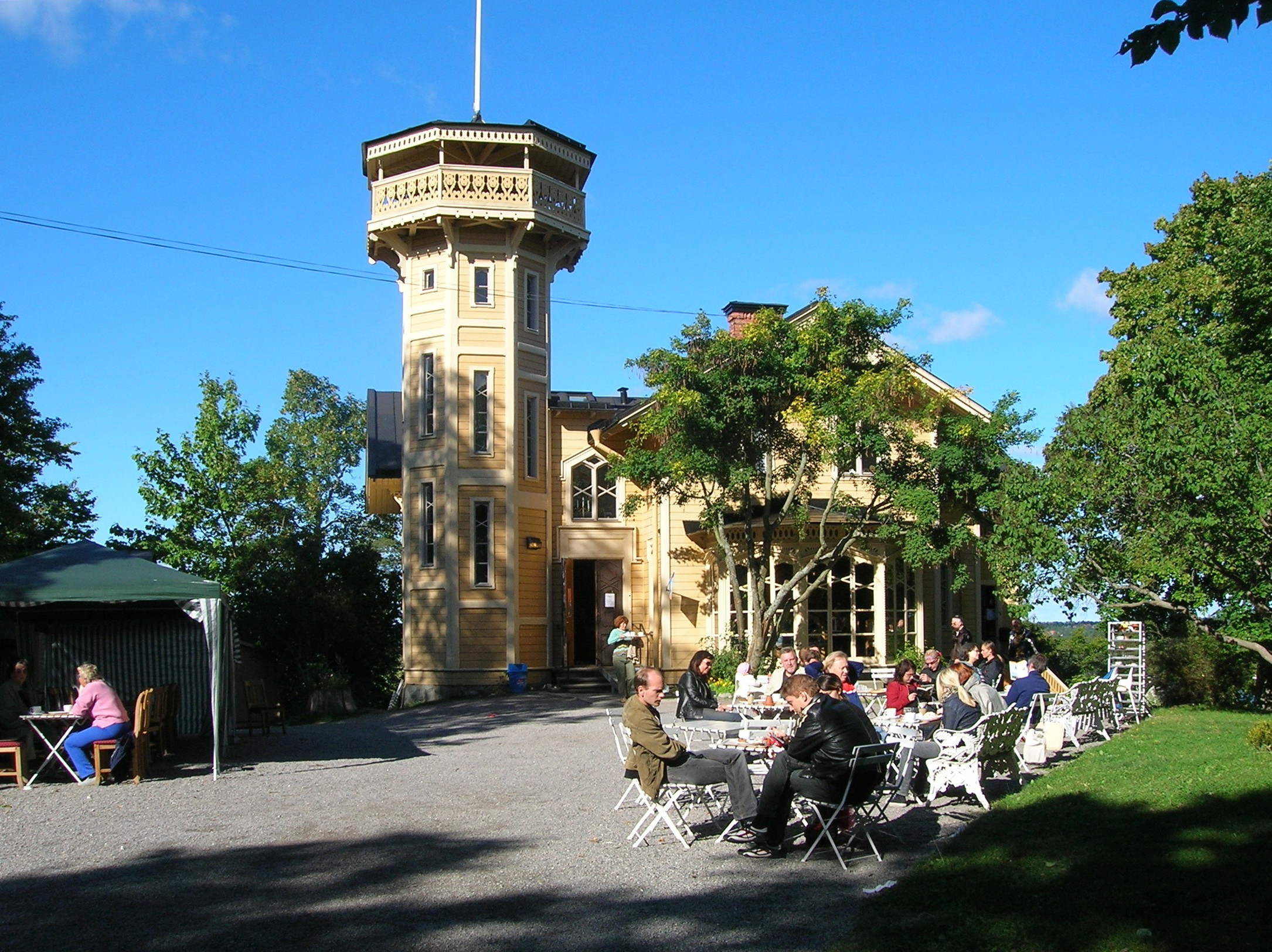
A casa de Verão Lyran.

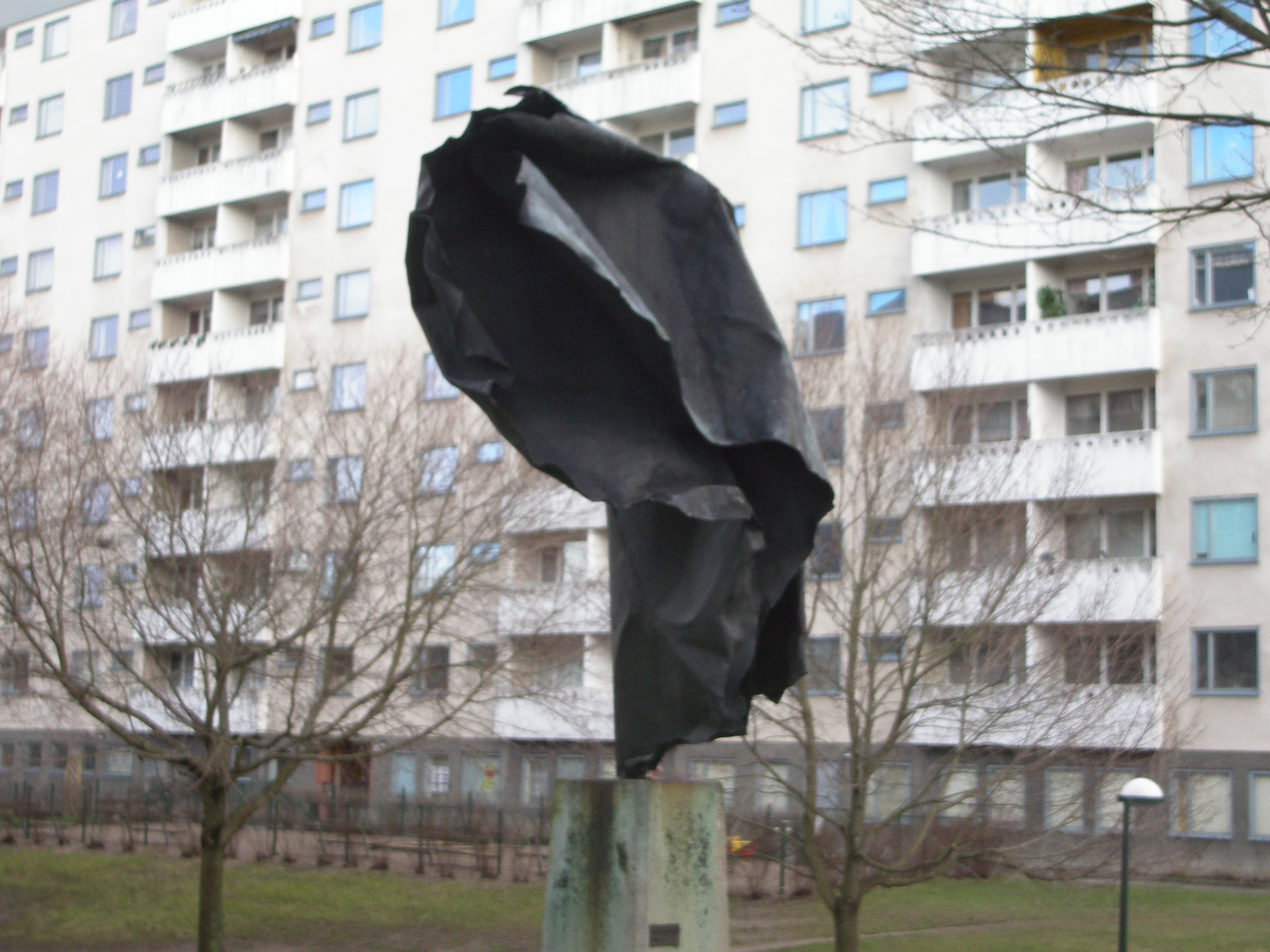
Escultura Nike i Bredäng, de Tony Emilsson, na rua Vita Liljans väg

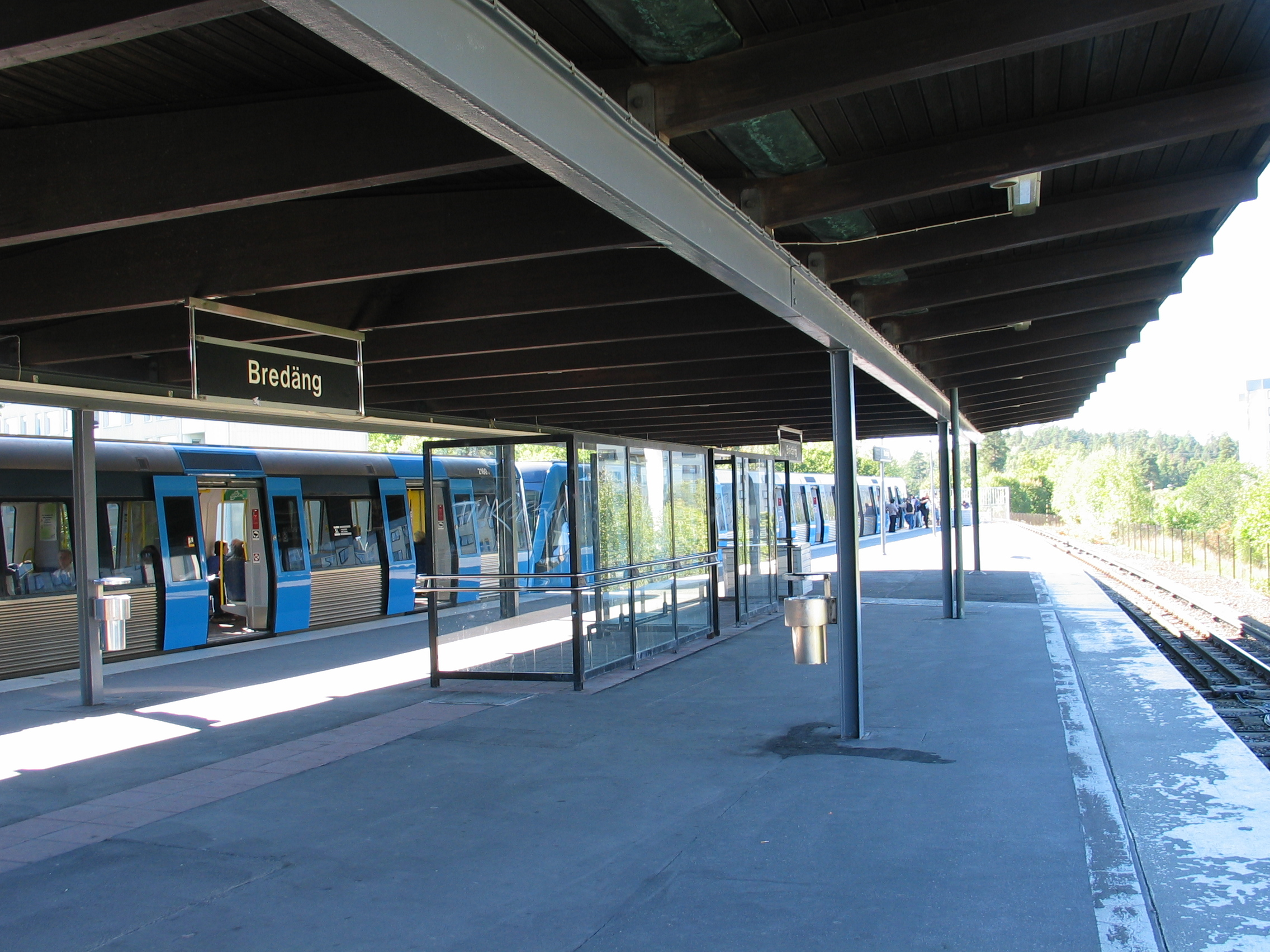
Estação de Bredäng.

Bredäng não é um bairro muito alto. A maior parte da sua área encontra-se entre os 25 e os 50 metros acima do nível médio das águas do mar. A escola de Bredäng, Bredängsskolan, encontra-se a 62 metros de altitude. A linha de areia do lago Mälateren apresenta um pequeno bosque, assim como diversos locais onde é possível tomar banho.

## História
Toda a área de Bredäng pertencia outrora à quinta de Sätra, tendo recebido o seu nome cerca de 1628. Foi construída uma cabana com o nome Bredäng, na década de 1780, tendo-se encontrado na morada Frimurarvägen 31 até 1961, altura em que ardeu. Existiu agricultura nesta zona até 1949.
A mansão de Jakobsberg foi, inicialmente, no século XVII, também uma cabana pertencente à quinta de Sätra. Foi arrendada na década de 1750 a Jacob Graver, que acabou por construir no terreno uma mansão. Outra casa antiga existente na zona é a Lyran, datando de 1867, tendo sido o ponto de encontro de muitos escritores, músicos e pintores do século XIX

### Bredäng moderno
Entre 1926 e 1956, o bairro chamava-se Jakobsberg. Em 1957, foi incorporado em Sätra, mas, a partir de 1962, tornou-se um bairro autónomo. Porém, o povo desejava um nome novo, para que não fosse confundido com Jakobsberg na comuna de Järfälla, tendo nessa altura sido escolhido o nome Bredäng. 
A construção do Bredäng moderno começou em 1 de Setembro de 1962 e durou até 1975. A planificação esteve a cargo de Josef Stäck.
Entre 1963 e 1965, foram construídas 3900 habitações. Entre 1965 e 1967, foram construídas 300 casas geminadas. O centro do bairro foi inaugurado em 1965, com quinze lojas pequenas, uma loja de departamentos, dois bancos, uma farmácia, correios e um cabeleireiro.
Prédios altos, do género skivhus, de 8 a 9 andares dominam o bairro. Estes foram construídas com parques de estacionamento e pátios para as crianças brincarem. 
Bredäng possui uma piscina municipal, uma biblioteca e um parque de campismo.
Nos últimos anos, o bairro tem recebido uma conotação negativa, devido a problemas sociais, assim como outros bairros do sudoeste de Estocolmo.

## Estação de metrô
Bredäng possui uma estação de metrô, integrada à linha vermelha. Foi inaugurada em 16 de maio de 1965, como 62ª estação. 
Encontra-se no centro do bairro, que celebrou 40 anos em 2005, situando-se entre as estações Mälarhöjden e Sätra.
A estação situa-se sobre um viaduto de 180 metros de comprimento, sobre a avenida Bredängs Allé. A distância à estação de Slussen é de 9 km.
Apresenta pinturas de Lena Kriström-Larson, datando de 1982, representando árvores.